# Aire métropolitaine de Valle de Aburrá

Aire métropolitaine de Valle de Aburrá

L'aire métropolitaine de Valle de Aburrá (en espagnol : Área Metropolitana del Valle de Aburrá) est la région métropolitaine colombienne dont le noyau central est Medellín. Outre cette ville, l'aire métropolitaine del Valle de Aburrá est également composée de neuf autres municipalités : Caldas, La Estrella, Itagüí, Sabaneta, Bello, Copacabana, Girardota, Barbosa et Envigado.